# دوشان توث
دوشان توث (بالسلوفاكية: Dušan Tóth)‏ هو لاعب كرة قدم سلوفاكي في مركز الوسط، ولد في 8 فبراير 1971 في تشيكوسلوفاكيا. شارك مع منتخب سلوفاكيا لكرة القدم. أما مع النوادي، فقد لعب مع نادي كوشيتسه.

## وصلات خارجية
- دوشان توث على موقع الاتحاد الدولي (مؤرشف)  (الإنجليزية)
- دوشان توث على موقع قاعدة بيانات كرة القدم.إي يو (الإنجليزية)
- دوشان توث على موقع ناشيونال فوتبول تيمز (الإنجليزية)
- دوشان توث على موقع عالم كرة القدم.نت (الإنجليزية)